# Kopernikusz
Kopernikusz (latinul: Nicolaus Copernicus, lengyelül: Mikołaj Kopernik, gyakran Nikolausz Kopernikusz, németül: Nikolaus Kopernikus), (Toruń, 1473. február 19. – Frombork, 1543. május 24.) lengyel csillagász. Nevéhez fűződik a heliocentrikus világkép kidolgozása, amely szerint a Föld és a többi bolygó kering a Nap, a Hold pedig a Föld körül. Kopernikusz ennek az elméletnek a publikálásával forradalmasította az egész világképet, és megalapozta Galilei, Kepler és Newton felfedezéseit, megindította a középkor végét is jelző tudományos forradalmat.

## Élete
Kopernikusz (eredetileg Koppernigk; Coppernich) 1473. február 19-én a lengyelországi Toruńban látta meg a napvilágot. Apja egy Krakkóból ideszármazott lengyel kereskedő volt, név szerint id. Mikołaj Kopernik, aki egy toruńi kereskedő lányát, a német Barbara Watzenrodét vette feleségül. A Kopernik család maga Sziléziából eredt.
Korán, már 10 éves korában árvaságra jutott, s ettől kezdve nagybátyja, Lukas Watzenrode nevelte, aki Fromborkban volt kanonok. 18 évesen a Krakkói Egyetemen kezdett tanulmányokat a csillagászat területén, majd 1496-tól 1500-ig Bolognában görögöt és matematikát tanult. Ezt követően a páduai és Ferrarai Egyetemen az orvostudománnyal és a jogtudománnyal kötött közelebbi ismeretséget, Ferrarában egyházjogból doktorátust is szerzett. Hazatérése után Heilsberg várában, az akkor már püspök nagybátyja, Watzenrode háziorvosa és titkára lett. 1512-ben, amikor a nagybátyja meghalt, Kopernikuszt nevezték ki Warmia egyházmegye kanonokává, s ez a poszt élete végéig tisztes jövedelmet biztosított számára. Pappá ugyanakkor soha nem szentelték, ez a reneszánsz egyházi viszonyok között nem volt szükségszerű egy kanonoknál sem. A Német Lovagrend elleni háborúban ő szervezte meg Olsztyn védelmét. 1520-ban hivatalos elfoglaltságaitól visszavonult, és a fromborki székesegyház tornyában berendezett csillagvizsgálójában már csak a csillagászattal és a heliocentrikus világkép elméletével foglalkozott. 1533-ban Johann Widmanstetter Rómában előadást tartott a pápának Kopernikusz elgondolásáról, ami ekkor még nem találkozott pápai rosszallással. 1542-ben, főként a wittenbergi egyetem matematikaprofesszora, Georg Joachim Rheticus rábeszélésére szánta el magát fő művének kiadására, ami 1543-ban, Nürnbergben jelent meg. Ennek egy példányát – a Krakkói Egyetem rektora elmondása szerint – halála előtt pár órával kapta kézhez.

## Elmélete és művei
Kopernikusz görög nyelvtudása révén ismerkedett meg az i. e. 3. században élt görög csillagász, a Szamoszi Arisztarkhosz ideájával, amely szerint a Föld és a többi bolygó a Nap körül kering. 1510-ben már nagy vonalakban az ötlet nyomán dolgozta ki a heliocentrikus világmodellt, erről szóló tanulmányát Commentariolus címen kéziratos formában terjesztette. A mű kiadásán ekkor még töprengett, egyesek szerint az egyháztól való félelme miatt. Ez még a reneszánsz és nem Galilei kora, tehát nem az egyházi üldözéstől félt, hanem attól, hogy nevetségessé válik a kortársak, az egyház és a tudósok (ami akkoriban majdnem ugyanazt jelentette) előtt.
1539-ben azonban felkereste Georg Joachim Rheticus, akinek sikerült meggyőznie elmélete publikálásának fontosságáról. Sőt Rheticus, az ő engedélyével, 1540-ben egy rövid tanulmányban, Narratio Prima címen ismertette a lengyel csillagász fő művében a De Revolutionibus Orbium Coelestiumban leírt,  Az égi pályák körforgásairól című könyvben kifejtendő nézeteit. 
A De Revolutionibus című műve rövid idő alatt elterjedt Európában, 1566-ban Bázelben újra kiadták, de ennek ellenére a heliocentrikus világkép csak lassan hódított teret (részben azért, mert Kopernikusz műve nehezen olvasható volt).
Rheticus 1542-ben Lipcsében kapott professzori állást, így a mű kiadásával kapcsolatos teendőkkel Andreas Osiander lutheránus papot bízta meg Nürnbergben. Osiander volt az, aki egy aláírás nélküli előszóban a heliocentrikus világképet nem a valóság leírásának, hanem csupán hipotézisnek állította be:
Kétségem sem fér hozzá, hogy bizonyos tanult férfiak most, hogy széles körben ismertté vált a könyvben ismertetett újszerű hipotézis — jelesül, hogy a Föld mozog és valójában a Nap áll mozdulatlanul a világegyetem középpontjában — mélységesen megdöbbentek. De ezen feltevés nem feltétlenül igaz, sőt még csak nem is valószínű, csupán arról van szó, hogy a korábbi megfigyeléseknek megfelelő számításokat ismertet.
A De Revolutionibus hat könyvből áll. Az 1. könyv a Nap-központú modell általános ismertetése. A 2. könyv egy csillagkatalógust is tartalmazó csillagászati fogalomgyűjtemény és a csillagos ég bemutatása. A 3. könyvben a Nap látszólagos mozgása és a precesszió kerül megtárgyalásra. A 4. könyv a Hold mozgásával és fogyatkozásaival foglalkozik. Az 5-6. könyv az egyes bolygók hosszúság illetve szélesség menti mozgását írja le.
Kopernikusz tényleges újdonsága ez, hiszen önmagában azt a gondolatot, hogy a Föld kering a Nap körül, az ókori görögökön után a reneszánszban is megfogalmazta Nicolaus Cusanus. Cusanus azonban nem tett a gondolat mellé részletes csillagászati számításokat, így gondolata tudománytörténeti kuriózum maradt. Kopernikusz ellenben bebizonyította, hogy a heliocentrikus világkép – szemben Ptolemaiosz geocentrikus modelljével – egyszerű és logikus magyarázatot ad olyan égi jelenségekre, mint a bolygók fényességének változása vagy a Hold fázisainak különbözősége. Felfedezésének zsenialitása abban is megmutatkozott, hogy az összes matematikai nehézséget az euklideszi geometria segítségével oldotta meg, s az égitestek lehető legkevesebb mozgásával megmagyarázta a lehető legtöbb jelenséget. Felfogásának egyetlen hibája, hogy ragaszkodott a bolygók körpályájához. Ezért is késlekedett művének kiadásával, mert az így számított bolygópozíciók a körpályák feltételezése miatt pontatlanabbak voltak a korábbiaknál. Tény, hogy míg Ptolemaiosz a teljes égi mozgást 40 kör felhasználásával vélte leírni, addig Kopernikusznak a pontatlanabb leíráshoz 48 epiciklusra volt szüksége. A problémát később Keplernek sikerült megoldania ellipszis pályák használatával. 
Mindenesetre Kopernikusz számításai eléggé elgondolkodtatták a tudományos világot ahhoz, hogy őt tekintsük a tudománytörténeti fordulat végrehajtójának. A Földnek a többi bolygó közé sorolásával Kopernikusz megszüntette az éles különbségtételt a földi és az égi események között.

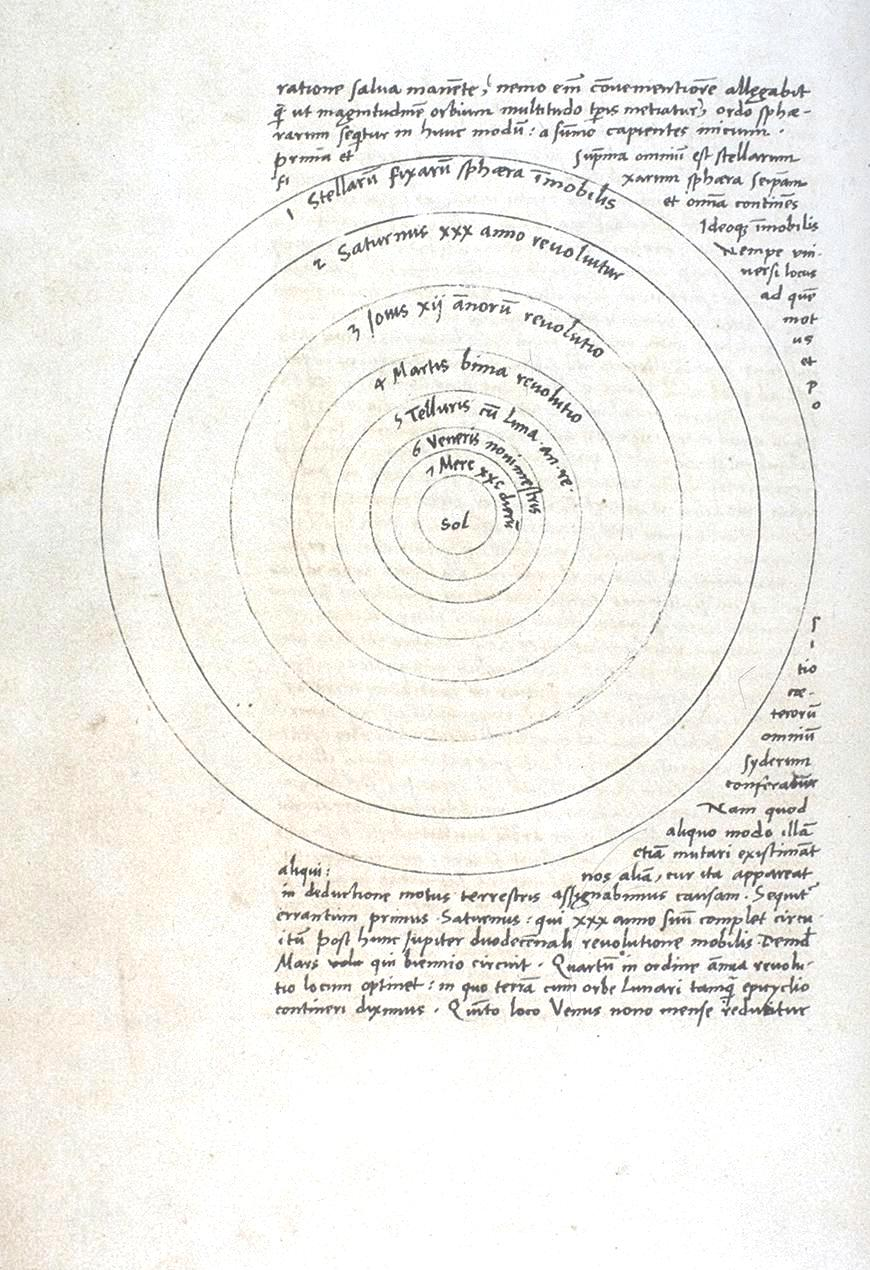
Egy oldal a De Revolutionibus c.
fő művének kéziratából

## „Eretneksége”
Kopernikusz számított az egyházi kritikákra, amelyeket ezzel a megjegyzéssel igyekezett megelőzni: „a csillagászatot a csillagászok számára írják.” A körpályákhoz való ragaszkodása miatt a számításai részben hibásak voltak, és ezzel a kortárs csillagászok jobban tisztában voltak, mint a szélesebb közvélemény, az egyház vezetőit is ideértve. Attól, hogy szakmai körökben nevetségessé válik, komolyan tartott, és emiatt évekig nem adta ki a művét. A Vatikán egyik bíborosa, Nikolaus von Schönberg 1536-ban bíztatta felfedezései közzétételére  jelezve, hogy az új világkép híre a pápai udvarban is érdeklődést és elismerést váltott ki. Vannak olyan vélemények, hogy ennek ellenére tartott az egyházi kritikáktól is, vagy akár az eretnekség vádjától.
Kezdetben Kopernikusz felfedezése nem vonta magára különösképpen a katolikus egyház inkvizíciójának a figyelmét, mert a mű előszava – amelyet nem a szerző, hanem a könyv kiadója, egy Osiander nevű protestáns teológus írt – felfedezését csak hipotézisként tüntette fel.
Az elsők, akik harcba szálltak Kopernikusz felfedezése ellen, Luther és Kálvin voltak.
Nézetei ellenállásra találtak a protestáns mozgalom körében, mivelhogy Kopernikusz elmélete ellentmondásban van az Ószövetség bizonyos verseinek betű szerinti értelmezésével. 
A művét a katolikus egyház csak halála után, 1616-ban, az első Galilei-per idején tette a tiltott könyvek listájára. 1620-ban „ismét engedélyezték terjesztését oly módon, hogy szövegében a heliocentrikus elméletet biztos ténynek minősítő 9 mondatot hipotézis értelműre változtatták; az eredeti szöveg csak 1758-ban került ki a tilalmazott könyvek közül”. A katolikus és az evangélikus egyház azt tartotta, hogy a heliocentrikus világképben csak egy elvont matematikai modellről van szó. Galileo Galilei volt az, akit a modell valóságként való hirdetéséért, és ennek kapcsán a pápa ostobának minősítéséért az inkvizíció elítélt.